# 데모닉
《데모닉》(영어: Demonic)은 2015년 공개된 미국의 초자연 공포 영화이다.

## 줄거리
루이지애나주 폐가에서 대학생 셋이 사망한 뒤 형사 마크는 생존자 존을 만난다. 존은 심리학자 엘리자베스에게 폐가에서 교령회를 열었는데 많은 영을 끌어 당기고 말았고 그중에는 자신의 어머니도 포함돼 있으며, 임신한 여자친구 미셸과 미셸의 전 남자친구 브라이언이 사라져 버렸다고 말한다.

## 출연진
- 프랭크 그릴로
- 더스틴 밀리건
- 코디 혼
- 스콧 메클러위츠
- 메건 파크
- 에런 유
- 마리아 벨로
- 테런스 로즈모어
- 제시 스터카토
- 마이어 덜루
- 그리프 퍼스트
- 애슈턴 리

## 기타 제작진
- 배역: 낸시 네이어
- 미술: 데버라 라일리
- 세트: 라이언 마틴 드와이어
- 의상: 쇼나 리오니